# Brandon Wynn

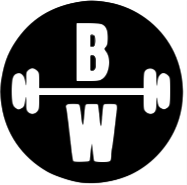
Logo ginnasta

Brandon Wynn (4 novembre 1988) è un ginnasta statunitense.

## Palmarès

### Mondiali
- 1 medaglia:
  - 1 bronzo (Anversa 2013 negli anelli)

### Giochi panamericani
- 2 medaglie:
  - 1 oro (Guadalajara 2011 negli anelli)
  - 1 bronzo (Guadalajara 2011 a squadre)